# هنر کره‌ای
هنرهای کره‌ای شامل سنت‌های خوشنویسی، موسیقی، نقاشی و سفالگری که اغلب با استفاده از شکل‌های طبیعی، تزیین سطحی و رنگ‌های برجسته یا صداها مشخص می‌شود.
قدیمی‌ترین نمونه‌های هنر کره‌ای شامل آثار عصر سنگ از ۳۰۰۰ سال پیش از میلاد است. این‌ها به‌طور عمده شامل مجسمه‌های نذری و اخیراً سنگ‌نگاره‌ها هستند که دوباره کشف شده‌اند.
این دورهٔ اولیه با سبک‌های هنری پادشاهی‌ها و سلسله‌های مختلف کره‌ای دنبال شد. هنرمندان کره‌ای گاهی سنت‌های چینی را با ترجیح بومی به ظرافت و زیبایی ساده، بداهگی، و قدردانی از پاکی طبیعت تغییر می‌دادند.
سلسلهٔ گوریو (۹۱۸–۱۳۹۲) یکی از پربارترین دوره‌ها برای طیف وسیعی از رشته‌ها به ویژه سفالگری بود.
بازار هنر کره در منطقهٔ اینسادونگ در سئول متمرکز شده‌است که در آن بیش از ۵۰ گالری کوچک و گاهی حراج آثار هنری زیبا به نمایش گذاشته می‌شود. گالری‌ها به صورت مشارکتی اداره می‌شوند، کوچک و اغلب با نمایشگاه‌های بسیار خوب طراحی شده‌اند. در هر شهر گالری‌های کوچک‌تری وجود دارد، با هنرمندان محلی که در رسانه‌های سنتی و معاصر نمایش داده می‌شوند. گالری‌های هنری معمولاً ترکیبی از رسانه‌هارا دارند. تلاش برای آوردن هنر مفهومی غربی به پیش‌زمینه، معمولاً بهترین موفقیت آن‌ها در بیرون از کره در نیویورک، سان‌فرانسیسکو، لندن و پاریس را داشته‌است.

## برای مطالعهٔ بیشتر
- Arts of Korea (به انگلیسی). New York: Metropolitan Museum of Art. 1998. Archived from the original on 2014-03-17.